# Ходзезький повіт
Ходзеський повіт (пол. powiat chodzieski) — один з 31 земських повітів Великопольського воєводства Польщі.
Утворений 1 січня 1999 року в результаті адміністративної реформи.

## Загальні дані
Повіт знаходиться у північній частині воєводства.
Адміністративний центр — місто Ходзеж.
Станом на 1.01.2008 населення становить 47 092 осіб, площа 685,06 км².

## Демографія
Демографічні дані повіту станом на 30.06.2005:
|       | Всього | Всього | Жінки  | Жінки | Чоловіки | Чоловіки |
| ----- | ------ | ------ | ------ | ----- | -------- | -------- |
|       | осіб   | %      | осіб   | %     | осіб     | %        |
| Повіт | 46 956 | 100    | 23 899 | 50,9  | 23 057   | 49,1     |
| Міста | 26 889 | 100    | 14 029 | 52,2  | 12 860   | 47,8     |
| Села  | 20 067 | 100    | 9870   | 49,2  | 10 197   | 50,8     |